# Кресбард (Південна Дакота)
Кресбард (англ. Cresbard) — місто (англ. town) в США, в окрузі Фок штату Південна Дакота. Населення — 96 осіб (2020).

## Географія
Кресбард розташований за координатами 45°10′10″ пн. ш. 98°56′52″ зх. д. / 45.16944° пн. ш. 98.94778° зх. д. (45.169410, -98.947658).  За даними Бюро перепису населення США в 2010 році місто мало площу 1,08 км², з яких 1,07 км² — суходіл та 0,01 км² — водойми.

## Демографія
Згідно з переписом 2010 року, у місті мешкали 104 особи в 61 домогосподарстві у складі 34 родин. Густота населення становила 96 осіб/км².  Було 85 помешкань (79/км²).
Расовий склад населення:
| - 100,0 % — білих |

До двох чи більше рас належало 0,0 %. Частка іспаномовних становила 0,0 % від усіх жителів.
За віковим діапазоном населення розподілялося таким чином: 4,8 % — особи молодші 18 років, 50,0 % — особи у віці 18—64 років, 45,2 % — особи у віці 65 років та старші. Медіана віку мешканця становила 63,5 року. На 100 осіб жіночої статі у місті припадало 89,1 чоловіків;  на 100 жінок у віці від 18 років та старших — 83,3 чоловіків також старших 18 років.
Середній дохід на одне домашнє господарство  становив 42 863 долари США (медіана — 33 438), а середній дохід на одну сім'ю — 58 603 долари (медіана — 65 625). Медіана доходів становила 33 750 доларів для чоловіків та 26 042 долари для жінок. За межею бідності перебувало 27,0 % осіб, у тому числі 0,0 % дітей у віці до 18 років та 15,0 % осіб у віці 65 років та старших.
Цивільне працевлаштоване населення становило 84 особи. Основні галузі зайнятості: фінанси, страхування та нерухомість — 34,5 %, освіта, охорона здоров'я та соціальна допомога — 21,4 %, будівництво — 15,5 %, сільське господарство, лісництво, риболовля — 14,3 %.